# つやつやみお
つやつやみお（1971年2月23日 - ）は、日本の女性小説家である。

## 来歴
学生時代から同人漫画家として活動している。
本格的な小説の執筆活動を始めたのは2011年からであり、いるかネットブックスより電子書籍を出版。
創作のジャンルに限定した同人誌即売会COMITIAにて部活動（企画）「人外部」を主催している。

## 人物
高校時代から漫画を描き始める。
現在は漫画家・造型師の森下要と結婚して、「かなめみお漫画造型アトリエ」で活動中。
2児の母親である。
デカンショ祭の17代デカンショ娘でもある。

## 作風
漫画・小説ともに、人と妖怪のふれあい等、ハートフルな内容が中心であるが、流通される小説ではボーイズラブや官能小説も手掛けている。
それらすべての世界観が統一されており、どこかで繋がっている。
絵は主に森下要が手掛けており、漫画同人誌も支持されている。

## 著書

### みおの実・小説版（シリーズ）
- 妖怪薬店十三月館（いるかネットブックス）
- 千古不易の呪（いるかネットブックス）
- 妖怪七夕大作戦（いるかネットブックス）
- 沙丹の血（いるかネットブックス）
- 金剛（いるかネットブックス）
- 錆（いるかネットブックス）
- 方相氏（いるかネットブックス）
- 惚れ薬のレシピ（いるかネットブックス）
- 実録竹取物語（いるかネットブックス）
- 天狗物語（いるかネットブックス）
- 文車妖妃（いるかネットブックス）
- 色鬼（いるかネットブックス）
- 最後の鱗（いるかネットブックス）
- 鬼の給食当番（いるかネットブックス）

### みおの腐れ実（シリーズ）
- 久遠の君へ（いるかネットブックス）
- 守護天狗（いるかネットブックス）
- 身から出た錆（いるかネットブックス）
- うさぎの王子様と先生（いるかネットブックス）
- 読めないあなた1（いるかネットブックス）
- 読めないあなた2（いるかネットブックス）
- 不実なあなた（いるかネットブックス）
- 懲りないあなた（いるかネットブックス）
- 懲りないあなた２（いるかネットブックス）

### みおの桃の実（シリーズ）
- うさぎの女王様（いるかネットブックス）
- うさぎの女王様と女王様（いるかネットブックス）
- うさぎの王様と女王様（いるかネットブックス）
- うさぎの女王様と女神様（いるかネットブックス）
- うさぎの女王様の枕（いるかネットブックス）